# 小行星2951
小行星2951（2951 Perepadin）是一颗围绕太阳公转的小行星。1977年9月13日，尼古拉·切爾尼赫在克里米亚发现了此天体。
該小行星以切爾尼赫的朋友，蘇聯農業家亞歷山大·伊凡諾維奇·佩雷帕丁（Aleksandr Ivanovich Perepadin）命名。
这颗小行星的绝对星等为118.6501017472972等。